# Mittwoch-Verein „Schlüssel“ zu Weimar
Der Mittwoch-Verein „Schlüssel“ zu Weimar wurde in einer konstituierenden Sitzung am 7. Oktober 1847 gegründet. Er war seinen Statuten gemäß „ein Verein zu regelmäßigen gesellig wissenschaftlichen Vereinigungen“. Als Symbol wurde auf der zweiten Sitzung des Vereins am 17. November 1847 ein Schlüssel gewählt, dieser befindet sich heute mit dem Archiv des Vereines im Thüringischen Hauptstaatsarchiv in Weimar. Versammlungsort war zunächst der Russische Hof in Weimar, ein Umzug ins Weimarer Stadthaus erfolgte 1850.  Die letzte Sitzung des Vereins fand am 24. März 1945 statt; mit einem Hinweis auf das Versammlungsverbot der Alliierten endet das Protokoll.

## Mitglieder
Ein Verzeichnis der Mitglieder bis zur fünfzigjährigen Jubelfeier 1897 findet sich in der gleichnamigen Festschrift.
| Name                     | Stand (zur Zeit der Aufnahme) | Eintritt   | Ausscheiden                |
| ------------------------ | ----------------------------- | ---------- | -------------------------- |
| Robert Friedrich Froriep | Geheimer Medizinalrath        | 27.10.1847 | 15.06.1861 (Tod)           |
| Ludwig Preller           | Hofrath                       | 27.10.1847 | 21.06.1861 (Tod)           |
| Hermann Sauppe           | Gymnasialdirektor             | 27.10.1847 | 24.09.1856 (in part. inf.) |

## Vorträge
Zentrales Element des Vereinslebens waren die regelmäßig stattfindenden Vorträge zu verschiedensten Themen aus allen wissenschaftlichen Disziplinen, auch tagespolitische Fragestellungen wurden behandelt. Die Vorträge zeichneten sich vor allem durch eine breite Themenvielfalt aus, die jeweiligen Referenten sollten sich zudem mit Themen abseits ihrer Alltagstätigkeit befassen. Zwölf Vorträge wurden bereits vor der offiziellen Gründung des Vereins gehalten. Eine Liste aller zwischen dem 27. Oktober 1847 und dem 29. September 1897 gehaltenen Vorträge findet sich in der Festschrift zum fünfzigsten Gründungstag des Vereines.
Auswahl einzelner Vorträge:
| Vortragender             | Thema                                                                  | Eintrittsdatum |
| ------------------------ | ---------------------------------------------------------------------- | -------------- |
| Robert Friedrich Froriep | Die Unhaltbarkeit der Definition Buffon’s von der zoologischen Spezies | 08.12.1847     |
| James Marshall           | Ueber den englischen Dichter Charles Lamb                              | 25.04.1860     |
| Ludwig Preller           | Ueber den Herzog Johann Friedrich den Unglücklichen                    | 23.02.1853     |
| Adolf Schöll             | Metrische Uebertragung des Satyrspiels: der Cyklop                     | 25.10.1848     |